# Tatum (Nouveau-Mexique)
Pour les articles homonymes, voir Tatum.
Tatum est une localité américaine située dans le comté de Lea, au Nouveau-Mexique.